# Oberdorff

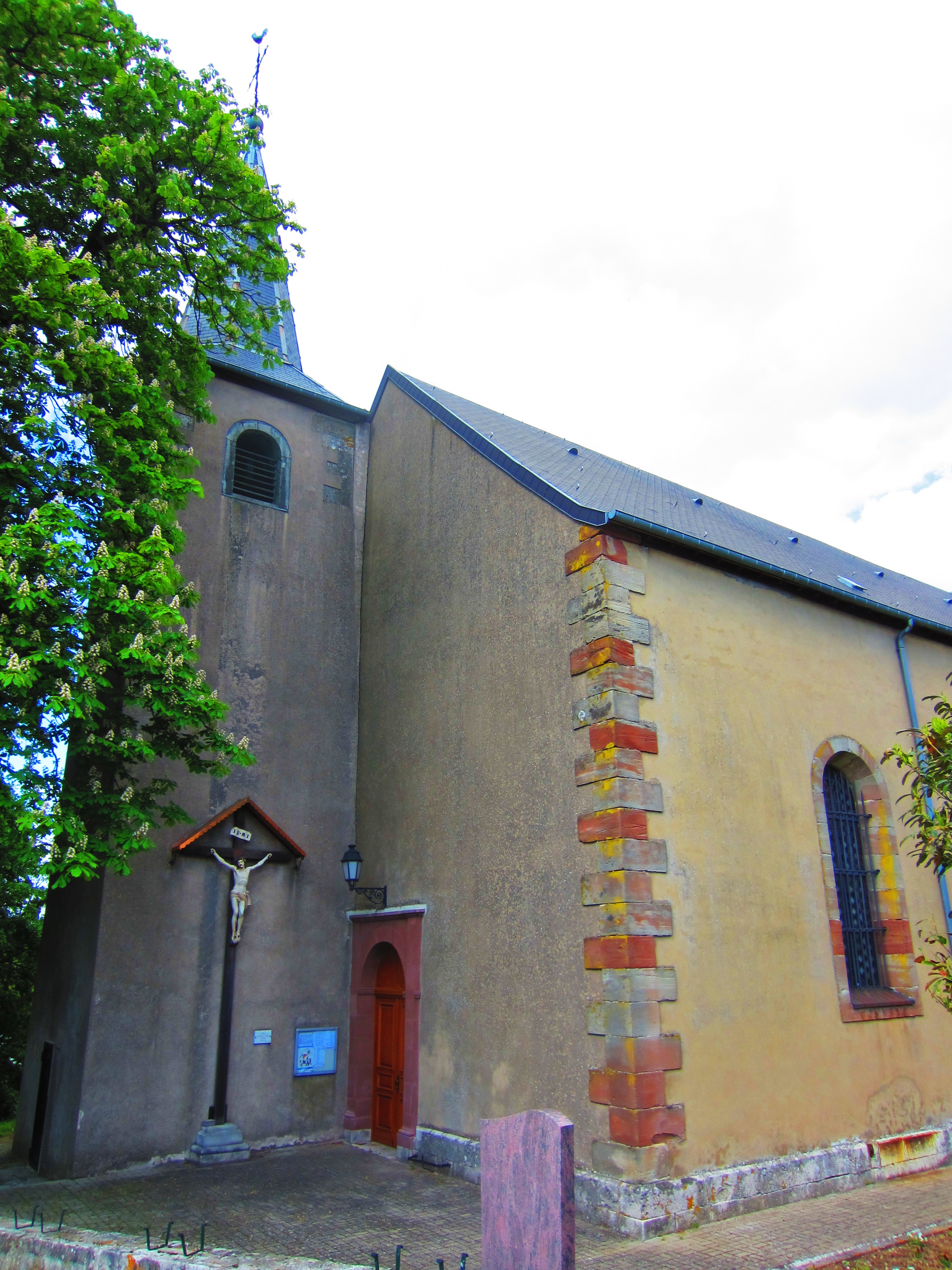
Kirche St. Martin im Ortsteil Odenhoven

Oberdorff (deutsch: Oberdorf) ist eine französische Gemeinde mit 332 Einwohnern (Stand 1. Januar 2022) im Département Moselle in der Region Grand Est (bis 2015 Lothringen). Sie gehört zum Arrondissement Forbach-Boulay-Moselle und zum Gemeindeverband Houve-Pays Boulageois.

## Geographie
Der Ort liegt in Lothringen zwischen Hügeln eingebettet am Schrecklinger Bach, 35 Kilometer nordöstlich von Metz, 13 Kilometer nordöstlich von Boulay-Moselle (Bolchen)  und 5½ Kilometer südöstlich von Bouzonville (Busendorf) sowie 13 Kilometer westsüdwestlich von Saarlouis, unweit der Grenze zum Saarland. Im Norden ist Oberdorff mit der Gemeinde Château-Rouge (Rothendorf) zusammengewachsen.
Zur Gemeinde gehört der südlich gelegene Weiler Odenhoven (Odenhofen).

## Geschichte
Die Ortschaft gehörte früher zum Herzogtum Lothringen im Heiligen Römischen Reich. Im Ortsteil Odenhoven stand einst ein Kloster von Kartäuserinnen, das am 9. Juni 1792 abbrannte.
Durch den Frankfurter Frieden vom 10. Mai 1871 kam das Gebiet an das deutsche Reichsland Elsaß-Lothringen, und das Dorf wurde dem Kreis Bolchen im Bezirk Lothringen zugeordnet. Die Dorfbewohner betrieben Getreide- und Obstbau sowie Viehzucht.
Nach dem Ersten Weltkrieg musste die Region aufgrund der Bestimmungen des Versailler Vertrags 1919 an Frankreich abgetreten werden. Im Zweiten Weltkrieg war die Region von der deutschen Wehrmacht besetzt und stand bis 1944 unter deutscher Verwaltung.

### Bevölkerungsentwicklung
| Jahr      | 1962 | 1968 | 1975 | 1982 | 1990 | 1999 | 2007 | 2019 |
| Einwohner | 285  | 314  | 302  | 306  | 314  | 372  | 364  | 337  |

## Wappen
Im Gemeindewappen finden sich die früheren Abhängigkeiten des Dorfs: der Bischofsstab steht für die Kartause Rettel, die Löwen waren die Attribute der Kastellanei im saarländischen Berus, und das blaue Dreieck symbolisiert den Mantel des Heiligen Martin, Schutzpatron der alten Pfarrei des Ortsteils Odenhoven.

## Sehenswürdigkeiten
- Lothringerhaus-Museum („Maison Lorraine“)
- Kirche St. Martin im Ortsteil Odenhoven